# Hímzés
A hímzés olyan díszítő eljárás (illetve az így elkészített mű), amely valamilyen alapanyagot (pl. vászon, szövet, bőr) tűbe fűzött fonállal varrással készített mintával ékesít. A varrás során az anyagot oda-vissza át kell szúrni, és az így vezetett fonal adja a mintát az alapanyag felületén. A szálak és a hímzés szélének eldolgozása a munkadarab hátoldalán (fonákján) történik.
A hímzés magában foglalhat más anyagokat, tollakat, gyöngyöket, flittereket. A fonalak anyaga és színe sokféle lehet. Gyakran ajándéktárgyak vagy ruhadarabok személyessé tételére szolgál. A legrégibb technikák a láncöltés, a lapos öltés, a slingöltés és a keresztszemes hímzés. Ezek azóta is a kézi hímzés alaptechnikái.

## Történet
A hímzés eredete a ruhadarabok részeinek összeállítására (varrás, erősítés, foltozás) vezethető vissza. A varrás díszítő lehetőségeinek fejlesztéséből jött létre. Ezt nevezik varráshímnek is. A másik fajta hímzést a szövésből származtatják, aminek lényege, hogy a szőttes mintarészét egy hosszabb, kb. arasznyi vastűvel felszedték (ún. szedettes). Az alapvető hímzéstechnikák évezredeken át stabilak maradtak.
A népi hímzésminták gyakran a kommunikációt is szolgálták, mivel sok helyen a nők, vagy legalábbis a közrendű nők (de gyakran a közrendűek általában) nem tudtak írni-olvasni; így hímzéssel dokumentálták életüket. Így a népi hímzés tanulmányozása a történészek számára is hozzáférést nyújt a marginalizált csoportok, mint például az Amerikai Egyesült Államokban a színesbőrű nők történelmének megismeréséhez.

### Ókor
A hímzést régészeti leletek alapján már az ókorban is művelték a Föld minden részén. A sírleletekben talált tűk finomsága enged arra következtetni, hogy a hímzés elterjedt lehetett abban az időben már Egyiptomban, Mezopotámiában és Kínában. Római feljegyzések tanúskodnak arról, hogy a szálszámolásos, laposöltéses és rátétes hímzésmódok ismertek voltak. Ezeket gyűjtőnéven opus barbaricumnak nevezték, ami arra utal, hogy a hímzés őshazája Ázsiában lehetett. Kínában, Indiában és Egyiptomban nem jutottak tovább a geometrikus mintáknál. Az első hímzésre utaló adatok Kínából a harcoló fejedelemségek korából kerültek elő (i. e. 5-3. század). Először az asszírok díszítették ruházatukat állatfigurákkal és emberalakokkal. Tőlük tanulták a görögök, tőlük meg a rómaiak, és frígiai műnek nevezték. Az ókori görögök inkább szövéssel díszítettek textileket; a klasszikus korban a hímzés barbárnak számított.

### Középkor
Egy népvándorlás kori (300-700) svéd ruhadarabon az anyagot a kibomlástól előöltés, hátöltés, száröltés, gomblyuköltés és huroköltés védte és erősítette; de ez szolgálhatta a díszítést is.
Az Európában fennmaradt legrégibb hímzések a 11-12. században keletkeztek. Ezek kultikus rendeltetésű darabok: koronázási palástok, miseruhák, koporsótakarók, melyeket kolostorokban hímeztek. Valamennyi a bizánci kultúra jegyeit viseli magán. Legtöbbször bíborszínű selyem alapanyagon arany- és selyemszállal, laposöltéssel hímeztek. Az aranyszálat gyakran zsinórszerűen vezették, szakaszosan leöltötték, s ez szintén a díszítmény része volt. Ebből a korból való a bayeux-i faliszőnyeg is, amely fél méter széles és több mint 68 m hosszú. (Hódító Vilmos Anglia feletti győzelmét ábrázolták rajta 58 jelenetben).
Már a 11. században felülmúlták őket az arab műhelyek. Ritka darabok, mint például egy német császári koronázási palást mutatják az akkori hímzésművészet magasságát. A képzés terjedésével a hímzés is eljutott világi kezekbe. Először Angliában, majd a 14. századi Burgundiában élte virágkorát; attól kezdve hanyatlik. Helyét más technikák vették át, például a gobelin, amivel nagyobb műhelyek is foglalkoznak.
A kora középkorban nagy divat volt az arany- és ezüsthímzés, amit a hímzőszál anyaga után neveztek el. Angliában professzionális céhek és műhelyek az Opus Anglicanum technikát használták egyházi textíliák díszítésére. A 13-14. századi román és gótikus stílusú hímzéseken gyakori a bibliai jelenetek ábrázolása. Ekkor kezd terjedni a selyemszál, mivel így több színárnyalattal tudtak dolgozni. Szintén ebben az időszakban jelenik meg a Távol-Keletről érkezett tűfestés.
A reneszánsz idején a hímzésben használt színek erősebbeké válnak, erős színkontrasztokkal határozott körvonalakat alakítanak ki. Mozgalmas mintákat, gazdag növényornamentikát, gyakran groteszk állatelemes kompozíciókat készítenek. Mindez összefügg a hímzett díszítmények iránti világias igények megjelenésével.
Ekkor jönnek létre az első hímzéssel foglalkozó céhek, mint pl.: Párizs, 13. század, Köln, 1525, Milánó, 1584.
A 16. században könyvkötéseket is készítettek hímzéssel. Oxfordban a Bodleian Library őriz egy példányt, amelyet 1583-ban I. Erzsébet királynő kapott ajándékba. Ugyanitt őriznek egy másik könyvet Szent Pál leveleivel, amelynek borítóját a királynő hímezte.
A középkor végén, a barokk idején egyre gyakoribb, hogy festők tervezik a hímzésmintákat, így elsősorban az a hímzéstechnika (gobelin, tűfestés) fejlődik, ami alkalmas ezek megjelenítésére. Ebben a korban a különböző rendeltetésű papi palástokat szinte teljes felületükön ellepik az erősen domborított arany és selyemhímzések. A világi ruházatokon terjed a gyöngyrátétes hímzés és az aranyflitter. A rokokó hímzett kelmék díszítése szórt virágcsokrok, kígyózó szalagmotívumok. Ekkor jelennek meg a kétoldalán hímzéssel díszített egyházi ruhák és az apró gobelinöltésekkel kivarrt bútorkárpitok.
A későbbi korstílusokban egyszínű vagy alig színezett, jelentéktelen szegélydíszek kivitelezésében él ez a típusú hímzéstechnika tovább.
A középkori iszlám világban a hímzés fontos művészet volt, ami a társadalmi állást is szimbolizálta. Evliya Çelebi 17. századi török utazó a két kéz művészetének nevezte. Damaszkuszban, Kairóban és Isztambulban kendőkön, egyenruhákon, zászlókon, kalligráfiákon, cipőkön, köpenyeken, tunikákon, lószerszámokon, papucsokon, tokokon, zacskókon, borítókon és bőröveken lehetett látni. A mesteremberek aranyat és ezüstöt használtak a hímzéshez. Az egyes háziipari műhelyek akár 800 embert is foglalkoztattak az igények kiszolgálására.
Akbar mogul uralkodóról feljegyezték, hogy élénken érdeklődött a különféle anyagok iránt, és több helyről szerezte be ruhadarabjait, mint Iránból, a Török Birodalomból, Mongóliából. Különösen a Nakshi, Saadi, Chikhan, Ari, Zardozi, Wastli, Gota és Kohra mintákat kedvelte. A birodalmi műhelyek Lahore, Agra, Fatehpur és Ahmedabad városokban ontották a mestermunkákat, amelyek divattá váltak.
Az úri hímzés (arany- és ezüsthímzés) mellett érintetlenül maradt a népi hímzés. Annak hagyományos formái, és ami a legfontosabb archaikus motívumkincse. Az keresztszemes hímzéseken megjelenő ősi motívumok (életfa, csudaszarvas tulipános, gránátalmás motívumok stb.) az északi sarkkörtől a közép-ázsiai sztyeppékig szinte változatlan formában maradtak fenn, ahogy ezt a 19. század végén elkezdett gyűjtő munkák alapján összegyűjtött anyag mutatja.

### Újkor
Angliában és gyarmatain a 18. századtól a kereskedők meggazdagodása és a luxusanyagok szélesebb elérhetősége kiterjesztette az igényt a gazdagon hímzett textíliákra. Így a hímzés igazodott a gazdag polgárok háztartásának igényeihez, habár megőrizték a vallási tematikát. Ezeket már a gazdag családok lányai hímezték selyemmel, ami a társadalmi helyzet és a rang mellett a lány nővé érését is szimbolizálta.
A népi hímzés terjedése az ipari forradalom után kezdődött igazán a közlekedési hálózatok, a gyáripar és a kereskedelmi ellátó hálózatok kiépülése miatt (amelyek megkönnyítették az alapanyagok beszerzését), valamint a felvilágosodás eszmei hatására. Néhány nemzetközi példa:
- Magyarországon is a 18. században kezd terjedni a hímzés. A terjedést kívánta elősegíteni, hogy Mária Terézia „az 1772-es Ratio Educationisban a kötelező tantárgyak közé sorolta, majd az 1806. évi királyi rendelet is kötelezővé tette az oktatását a főrendiek leányiskolái számára.”[15]
- A gyakorlatban kötelező tantárgyként a felső-népiskolákban 1868-ban, a polgári iskolákban 1869-ben, a népiskolákban pedig 1905-ben vezették be a hímzés oktatását a kézimunka tárgy körében.

A kézi hímzés mellett az ipari forradalom idején elindult a gépi hímzés és tömegtermelése. Az első hímzőgép a kézi hímzőgép volt, melyet Franciaországban 1832-ben talált fel Josué Heilmann. Ezt a Schiffli-hímzőgép, a varrógépen és a Jacquard-szövőszéken alapuló teljesen automatikus eszköz követte. A St. Gallen-i hímzés a 19. század második felében virágzott. Mind St. Gallen, mind Plauen a gépi hímzés és a hímzőgépfejlesztés központjai voltak. Sok svájci és német vándorolt a New Jersey-i Hudson megyébe, elindítva ott is a gépi hímzőipart. A Schiffli-gépek tovább fejlődtek és továbbra is használatosak az ipari mértékű hímzéshez.
A hímzéssel díszített népi tárgyak legszebbjei a menyasszonyi kelengyék darabjai. Ez nem véletlen, hiszen még a 20. század utolsó harmadában a hagyományőrző falvakban a kelengyét közszemlére tették esküvő alkalmából („Viszik a menyasszony ágyát!”). Így különösen gazdag hímzés került a felvetett ágyra helyezett lepedőkre, a párnák rövidebb oldalélére varrt úgynevezett csúpokra, a derékaljak, szalmazsákok kilátszó végére, a lakás mennyezetgerendái alá rögzített tároló rudat takaró rúdravalókra, a falakat díszítő törülközőkre, keszkenőkre, függönyökre, abroszokra, falvédőkre.
A lakástextileken kívül a ruhadarabok kopásnak kitett részeit is díszítették hímzéssel. Ezért kerültek a hímzések az ingek, blúzok nyakára, kézelőire, összezáruló részeire, a vállakra, vagy az ingujj külső összevarrásának vonalára; a szoknyák, kötények, bőgatyák alsó szélére, valamint a ráncolt részek rögzítésére; a fejkendők, főkötők széleinek kiemelésére.
A népi hímzés más országokban is elterjedt, olyan alapanyagokkal, amelyek széles körben hozzáférhetők voltak. Például a hardanger Norvégiában, a merezhka és a wyschywanka a keleti szláv népeknél, mountmellick Írországban, nakshi kantha Bangladesben és Nyugat-Bengáliában, vagy a sashiko Japánban. Brazíliában is kialakult egy saját hímzésstílus. Több technika is praktikus célt szolgált, mint például az anyag megerősítése.

### Jelen kor
Napjainkban újra erőre kapott a hímzés. A 20. század jellemzően dísztárgyait borító hímzett motívumok, a párnákról, falvédőkről, és terítőkről átkerültek napjaink használati tárgyaira. A jelen embere és főként a fiatal generáció nehezen értelmezi az ornamentikától zsúfolt felületeket. Ellenben trendinek (divatosnak) találja az egyszerű háttéren önmagában megjelenő motívumokat. Ezzel mintegy kiemeli a kiválasztott motívum jelentőségét, azonosul vele.
A pólón, vagy tornacipőn megjelenő hímzés, díszít, és felvállalásával önazonosságot ad.
A hímzés mint jel, visszakapta értelmét és értékét. A jelen korban újra a kommunikáció eszköze lett, de ma már nem tájegységekre vonatkozó azonosságot, hanem tágabb, nemzeti és generációs összetartozást jelöl.
Így, a használat által teszi élővé a hagyományt a társadalom, és így változtatja saját képére az adott kor.
A kézi hímzés utáni érdeklődés a 2010-es években világszerte újjáéledt. A szociális médiában, mint a Pinterest vagy Instagram, a művészek megosztják alkotásaikat, amiket aztán mások is utánoznak. Kortárs művészek szerint a digitális lekapcsolódás mellett a relaxáció iránt megnövekedett igény is hozzájárul a hímzés iránti lelkesedés megnövekedéséhez.
A hagyományos keresztszemes hímzéstől eltérően a modern hímzés szabadabb megközelítéssel bír: bátran kombinálnak különböző hímzéstípusokat a hagyományostól eltérő alakzatok és textúrák létrehozásához.
A City and Guilds kvalifikáción kiterjed a hímzésre is. Akik leteszik a vizsgát, azok taníthatják is a hímzést. Például Kathleen Laurel Sage textilművész megszerezte a City and Guilds Embroidery 1 és 2 minősítéseket. Azóta könyvet is írt a témában.
A jelenkor egyik legfontosabb jellemzője, hogy a gépesítés a hímzésben is megjelent. A hímzőgép nem más, mint programozott működésú varrógép megkülönböztetett fajtája.

## A hímzés csoportosítása
A hímzés csoportosítása többféle szempont szerint lehetséges.

### Társadalmi csoportok szerint
A készítő, illetve használó társadalmi hovatartozása alapján:
Az úri hímzés: jellegzetesen magyar hímzésfélét értünk alatta, mely a nyugat európai és a török hímzéskultúra hatására alakult ki a reneszánsz kori Magyarországon. Anyaga drága vászon (patyolat, gyolcs, brokát, bársony stb.), melyet leggyakrabban selyem vagy fémszállal hímeznek ki. Díszítményei, szerkezete és öltéstechnikája is különbözik a népi hímzéstől, habár az utóbbira nagy hatással volt. Mint neve is mutatja főleg a tehetősebb emberek tulajdonát képezte. De viszonylag sok maradt fenn az egyházak birtokában is, ahová adományként kerültek. Jellegzetesen mesteremberekkel varratták.
A népi hímzés: gazdagsága, sokfélesége megnehezíti az általános jellemzését, de a különböző tájegységeken belül is megkülönböztethetünk szűcshímzéseket és vászonhímzéseket, szabadrajzú és szálszámolásos hímzéseket. Gyakran régi technikákat őriztek meg, vagy fejlesztettek tovább. Egyik jellegzetessége, hogy a mintákat soha nem szolgaian másolták, hanem mindig változtattak rajta, ezért annyira gazdag a mintakincse. Hímzéséről híres tájegységek: Kalotaszeg, Kalocsa, Torockó stb.. Gyakran mindenki magának varrta, de előfordultak erre szakosodott mesteremberek is. A szűcshímzés kisiparosok munkája.

### Készítés módja
A kivitelezés szerint a hímzés lehet kézi vagy gépi. A kézi hímzés időigényes, éppen ezért sokkal értékesebb, mint a gépi. A gépi hímzés a 20. században, a varrógép elterjedésével honosodott meg szerte a világon.
| az alapanyagra felvitt rajz(előnyomott v. szabad) alapján | az alapanyag szálainak számolásával történő hímzéssel (pl. keresztszemes hímzés, gobelin) |

A rajz alapján készült kézimunka nem veszi figyelembe az alapanyag szövését. Ide tartozik a crewel, a hagyományos japán és kínai hímzés. A szálszámolásos hímzés kötődik az alapanyag szövéséhez, kötéséhez, horgolásához. Támogatására egyenletes szövésű szöveteket hoznak létre, mint például Aida. Példa a keresztszemes hímzés, és a spanyol feketehímzés. A needlepoint hímzés rácsszerűen szövött anyagra készül, melyet teljesen beborít. A példák közé tartozik a bargello és a Berlin gyapjúhímzés.
A szálvonásos és a lyukhímzés lyukakat hoz létre az alapanyagban, melyeket hímzéssel vesznek körül. A fonal gyakran ugyanolyan színű, mint az alapanyag, ami gyakran fehér. Lehet szabad rajzú vagy szálszámolásos. A hardanger szálszámolásos fehér szálvonásos hímzés, gyakran geometriai mintákkal. A broderie anglaise ellenben szabad rajzú, geometriai és virágmintákkal.

### Felhasznált alapanyag, hímzőfonal és mintaelhelyezés
| növényi alapanyagon(pl.vászon-, gyolcs, finom pamut) vagy | állati eredetű(pl. bőr, posztó, hernyóselyem) alapanyagon |

A magyar népművészetben a növényi alapanyagra elsősorban a nők hímeztek, ezért női hímzésnek is nevezik; míg az állati alapanyagra mesteremberek (tehát férfiak) hímeztek, s így férfihímzésnek is nevezik (ilyen például a szűcshímzés, másként szűrhímzés).
Ismeretes még alapanyagként a selyem, amely állati eredetű alapanyag. A selyem, mint hímzési alapanyag közismerten kedvelt volt az ókorban, a középkorban a vezető patríciusi illetve főúri körökben. A selyemre történő hímzés igen elterjedt volt a Távol-Keleten (pl. Kína, Japán), valamint Európa egyes országaiban is.
A fonal anyaga szerint meg lehet különböztetni pamut, gyapjú, selyem és fémfonalas (pl. arany-, ezüsthímzés)
hímzést. Az inkáknál például emberi hajat is használtak hímzéshez; ezt hajhímzésnek nevezik. Ez vékony, fénylő felszínével a selyemhímzéshez hasonló, különösen finom hímzést tesz lehetővé.
Kínában mintegy 1300 évvel ezelőtt Jiangsu tartományban találták fel, és máig is gyakorolják.
Emberi hajjal hímeztek a 19. századi Mexikóban, Franciaországban, Németországban is.
| közepén | szélén (ezt szélhímzésnek is nevezik) | előző kettő kombinációjaként | teljes felületén szórtan | teljes felületét befedve |

### Szín
A felhasznált fonal színe alapján lehet fehér (teljes egészében fehér színű fonallal kivarrt minta) színes (egyszínű, többszínű).

#### Fehérhímzés
A fehérhímzés körébe tartozik a névhímzés (az alsónemű megjelölése), további len és gyapot ruhadarabok és asztalterítők hímzésére korlátozódik. Az úgynevezett francia vagy hugenotta fehérhímzésben a laposöltés az uralkodó, az angoloknál az áttört munkát létrehozó lyukhímzés; azonban előfordul languetten-öltés és fantáziaöltések is. A velencei fehérhímzésben az alapanyag egyes részeinek eltávolításával keletkező lyukakat finom ornamentikával töltik meg, ami átvezetés a csipkeveréshez. Nyugat-Európában a fehérhímzés inkább az ipar része; Németországban a szász Vogtlandban, név szerint Plauenben (ebből fejlődött ki a plaueni csipke) és az Érc-hegység határos részei; Bajorországban Felső-Frankföldön is inkább géppel készül. Az időigényes kézimunkát hagyományos formájában Észak-Hessenben művelik. A német gépi hímzés központja 1890 óta Plauen és környéke, ami csipkéjéről vált nevezetessé. 1989-ben 40 országba exportálták.

#### Tarka hímzés
A tarka hímzés készülhet különféle anyagokra, vastag alapra, lenszövetre, kendőre, selyemre, bőrre, kanavászra, kenderre, lenre, gyapjúra, selyemre, vagy pedig külön erre a célra készített szitaszerűen átlyuggatott anyagra. Kanavászra többnyire keresztszemes öltést és rokonait, mint gobelinöltést, csillagöltést vagy varrottas öltést visznek fel. A petitpont-öltés nagyon finom, mozaikszerű kép létrehozását teszi lehetővé. A lapos öltés kevésbé fáradságos, mint ez, de alkalmasabb a figurális ábrázolásokhoz; a középkorban ezt majdnem mindig vastag alapanyagra használták. Míg a petitpont-öltéshez csak selyemfonalat használnak, a többi hímzéstípus többnyire színezett gyapjút használnak, habár előfordul selyem, aranyfonal, és gyöngyök rögzítése is. További típusok: a láncöltés, ami egymásban kapcsolódó hurkokból áll; a száröltés, ami úgy készül, hogy az előreöltés felezőpontjában a hátoldalon visszaöltenek. Így a hátoldalon az öltések kétszer olyan hosszúan, mint a színen. Ennek a fordítottja a szteppöltés. További öltésfajták: zsinóröltés, dupla öltés, rácsöltés, mór öltés, spanyol öltés.
A középkorban nagyra becsült aranyhímzés, ami olyan csodálatos hatást váltott ki, ahogy a Bécsben megőrzött úgynevezett burgundi szövetek (liturgikus öltözetek, 15. század) technikailag megkülönböztethető a tarka hímzéstől. Habár ma már az aranyfonalat megkülönböztetés nélkül kezelik, a múltban megkülönböztették a kettőt. Az aranyhímzés mintáinak körvonalát átmenettel eldolgozták. A modern arany és ezüst canetille-öltés a gyöngyhímzéshez közelít. A gyöngyöket sorszerűen felvarrva egy merev, nehéz, könnyen bomló ruhadarabot kapunk. A művészi értékhez fontos a minta előrajzolása, ami ritkán a hímző feladata. A minta előállítására külön iparág alapult, a mintarajzolóké.
A tamburázás a hímzésnek az a módja, melyet nem varrótűvel, hanem horgolótűvel végeznek, mint a jégkesztyű hátoldalának díszítése. Amerikában bőrárukat díszítenek nagyon finom, varrógéppel készített szteppöltéssel.

## Hímzés eszközei

### Hímzendő anyag
A hímzendő anyag attól függően változik, hogy mire használják a kihímzett darabot. Leggyakoribb alapanyag a vászon, a bőr, a selyem. Keresztszemes hímzéshez az alapanyag többnyire szálszámolható, mint Aida, Stramin vagy pedig len. Más hímzéstechnikák esetén ez nem szükséges. A stretch anyagok hímzésre alkalmatlanok. Petit point hímzéshez rácsos szövésű szövet használható.

### Hímzésminta
A hímzésmintát többnyire az alapanyagra vagy papírra nyomtatják. A papírsablonok lehetnek színesek vagy használhatnak szimbólumokat a színek jelölésére. Néha használnak hímzett sablont is, például mintakendőket.

### Hímzőfonal
A hímzőfonal az alapanyag függvénye. Ez alatt azt kell érteni, hogy durvább alapanyaghoz vastagabb fonalat, míg finomabb alapanyaghoz vékonyabb hímzőfonalat használunk.
Legtöbbször kétféle fonal valamelyikére esik a választás. Az osztott fonal hat szálból áll, és alkalmas arra, hogy finomabb kézimunkákhoz vékonyabb szálakra osszák. A mercerizált fonal nem osztható, viszont sima a felszíne. Azonban használhatók más fonalak is, például selyem, selyemcérna, keskeny selyemszalagok, gyapjúfonal, gyapotfonal.

### Hímzőtű
A kézi varráshoz, illetve hímzéshez használatos tű egy vékony fémrudacska, aminek egyik vége hegyben végződik, a másik vége befűzőrésszel van ellátva. Hímzőtű lényege, hogy a varrótűvel szemben kissé tompább a hegye, míg a befűzőrész nyílása többszöröse (akár tízszerese is) a varrótűének. Így a hímzőtű nem okoz könnyen sebesülést hímzés közben, és könnyített a hímzőfonal befűzése is. Számlálható szövetekhez, például Aida, Stramin tompa végű, sűrű szövetekhez hegyesebb végű tűt használnak. A tű méretei: átmérő, hossz és befűzőrész mérete függ attól, hogy hímző- vagy varrótű, és hogy milyen fonalhoz tervezték. Évszázadokig az egyhegyű tű volt a legfontosabb munkaeszköz varráshoz és hímzéshez.
A tűknek öt alaptípusát különböztetik meg:
- Egyhegyű tű, kézimunkázáshoz. A befűzőrész a tű heggyel szemben fekvő végén van.
- Kéthegyű tű, a befűzőrész középen, gépi hímzéshez
- Befűzővégű tű varró- és kötőgépekhez
- Horgolótű
- Tű speciális gépekhez

A gépi varráshoz és hímzéshez használt tűk különböznek a kézimunkákhoz használt tűktől. Mivel a cérna, illetve a fonal minden öltéskor átcsúszik a befűzőnyíláson, azért a befűzőnyílás máshol helyezkedik el, és alakja is különbözik a kézi varráshoz és hímzéshez használt tűktől. Így a fonál, illetve cérna nem sérül a művelet közben, és megelőzhető a fonáltörés.
Hímzőgépekhez sokféle speciális tű kapható, amelyek különböznek a befűzőnyílás méretében és formájában, a hegyben, felszínben, anyagban. A befűzéshez külön eszközt használnak, mellyel akár működés közben is befűzhető a fonal.

### Olló
A hímzésnél használt olló többféle lehet. Nagyon finom hímzéshez kicsiny, hegyes olló használandó, szokásos hímzéshez pedig közepes méretű, hegyes olló is elégséges.

### Egyéb segédeszközök
A hímzés segédeszköze a hímzőráma, amelynek célja, hogy a kifeszített vagy beszorított anyagot feszesen tartsa a hímzés kivitelezése közben. A ráma egy belső és egy külső gyűrűből áll, és az alapanyagot ezek közé szorítják.
A nehezebb alapanyagok, és amelyek például aranyhímzést fogadnak be, szögletes rámát igényelnek, mely áll egy főtartóból és két kilyukasztott lécből. Az alapanyagot téglalap alakban hozzávarrják a főtartóhoz, kigöngyölítik a főtartón és a lécekkel kifeszítik. Így nagyobb kelmék is díszíthetők ráncolás nélkül. Nagyobb hímzendő felületű (pl. gobleinszőnyeg hímzésénél) anyagokhoz különböző súlyokat (fém, fagerenda stb.) használnak a leszorításhoz.
Hasznos segédeszköz a fonaltartó, amely lehet állványos, vagy dobozos. Az állványon felfüggeszthető színek szerint a hímzőfonal, míg a dobozos tartót rekeszekre osztják és szintén színek szerint lehet benne osztályozni a hímzőfonalat.
Különösen a finom hímzéshez, mint például a goblein, hasznos lehet mozgatható karhoz rögzített nagyító használata. Kaphatók nagyítók integrált lámpával. Úgy kell a nagyítót választani, hogy elég nagy legyen és elég közel lehessen mozgatni a hímzéshez, hogy kétszemes látást tegyen lehetővé.
Már egy olvasószemüveg is segít közelebb hozni a szem éleslátásának helyét.
Ha a lámpa fénye túl erős, akkor lámpaernyő segíthet szabályozni a fényerőt. A megfelelő erősségű fény hatására összehúzódó pupilla is hozzájárul a látásélesség növeléséhez.

## Öltésfajták

### Laposöltés
A laposöltéses hímzéscsoport öltéselemeire jellemző, hogy az anyagba beöltött hímzőfonál mindig simán, laposan elnyújtva fekszik rá az alapanyagra, és elkészítéséhez egyetlen öltés elegendő. Az egymás mellett, nagyobb felületen alkalmazott laposöltést töltésnek is nevezik. A szép laposhímzésnél a mintát adó fonalrész lazán fekszik az alapanyagon, így dúsabb hatást mutat. Az anyag összehúzásának elkerülése céljából a laposöltéses hímzéseket hímzőrámán készítik.

### Keresztszemes öltés
A keresztöltéses hímzéscsoport a szálszámolásos laposöltések továbbfejlesztése során alakult ki. Egy alapelem minimum két egymást keresztező laposöltés, amit szemnek neveznek. Az alapanyag 2x2, 3x3 vagy 4x4 szálú négyzetecskéin készül az átlós átöltésű keresztszemes minta, amelyek egy kézimunkán belül mind azonos nagyságúak.

### Hurok- és láncöltés

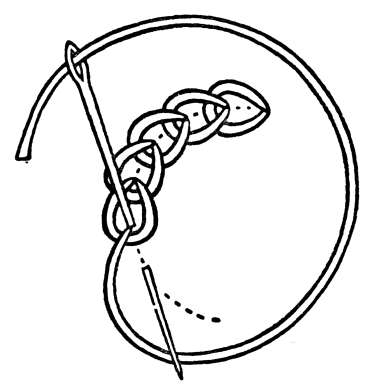
Zárt láncöltés

A hurok- és láncöltéscsoportba azok az öltések tartoznak, amelyeknél a hímzés ívelten, indaszerűen helyezkedik el. Az ívelés a hímzőszál hurkolásával képezhető. A láncöltés kinézete zsinórszerű, de alapvetően itt is lehurkoljuk a szemeket.

### Átcsavarásos és szálvonásos öltés
Az átcsavarásos és szálvonásos öltésfajták előre elkészített alapszálak különböző módon való becsavarásával, beszövésével készülnek, s jellemzően áttört, csipkehatású felületet adnak. Az alapszálakat elő lehet készíteni:
- bizonyos távolságban az alapanyagra hímzett hamis laposöltésekkel vagy
- az alapanyag néhány szálának eltávolításával (szálvonás), mintegy ritkítva az alapanyagot.

A laposöltéses szálak hímzéssel történő becsavarásával az alapanyag fölött képzünk áttört hatású díszítményt, míg a szálvonásos eljárás esetén magát az alapanyagot változtatjuk át csipkeszerű felületté.

## Technikák
Helytől, időtől és az elérhető anyagoktól függően a hímzés lehet néhány szakértő munkája, vagy elterjedt kézimunka-technika. Így számos különböző technikát alkalmaztak, és sokféle díszített szövetet hoztak létre, a királyitól a népiig. A magas szociális státuszt a részletesen kidolgozott minta jellemzi, legyen szó ruhákról, egyházi használatú textíliákról vagy háztartási itemekről. A vászonra használt öltéstípusok esetén a szövet hátoldalán is nagy mennyiségű fonal látható, például lapos öltés esetén a fele, láncöltés esetén a harmada jut a hátoldalra. Ettől az anyag tartósabbá és merevebbé válik. Rendszerint egy alapmotívumot ismétel tükrözve, eltolva, forgatva, legfeljebb egy kicsit variálva. A modern színes hímzés sok különféle árnyalatot használ.

### Keresztöltés
A keresztöltést rendszerint nem rajzolják elő, hanem a hímző egy gyűjteményből kiválasztott mintát varr fel szálszámolást lehetővé tevő alapanyagra. Néha előfordulnak előnyomott kereszthímzésminták is. Magányos szem készítésekor kereszt alakban végzik az öltést, azaz először a leszámolt négyzet egyik szemközti csúcspárját összekötve tesznek egy ferde öltést, majd a másik szemközti csúcspárt kötik össze. Sor öltésekor először a kis négyzetek egyik átlóját öltik meg, majd a sor végén visszafordulva a másik átlót is megöltik. Egy keresztszemes hímzésen belül rendszerint mindig ugyanaz az átló kerül alulra.

### Aranyhímzés
A gyöngyhímzés mellett az aranyhímzés a legdrágább hímzésfajta. Ahogy neve is mutatja, a hímzett képek aranyfonállal készülnek. Főként paszományokhoz és liturgikus öltözékekhez használatos. A drágább fonalak, mint például aranyfonál esetén olyan technikákat használnak, mint egymás mellé fektetett szálak rávarrása, vagy például láncöltés. Rendszerint sok különböző mintát hímeztek egyetlen ruhadarabra.

### Bargello
Úgy is, mint firenzei hímzés, Point d’Hongrie, irish stitch, vagy lángöltés. A teljes felületet beborító hímzés, ami párhuzamos a szövet szálaival. Egy öltés kettő-öt keresztfonalat fog át. Az öltések eltolásával cikkcakkos vagy görbékből álló minták hozhatók létre. Legkorábbról fennmaradt darabjai két 17. századi szék a Museo nazionale del Bargello birtokában, amiről a hímzés a nevét kapta.

### Kelim
A kelim és változatai a kötött mintákat utánozzák. A kelim hátoldala vízszintes mintázatot mutat, de van olyan változata, amin függőleges öltések láthatók. Mindkét öltés színoldalán ferde öltésekből alakul ki a minta, ahol az egyes sorok egymással szembe mutatnak. A változat abban különbözik, hogy visszaöltések vannak a kelimsorok között. Mindkét öltéstípus megfelel kisebb és nagyobb felületek létrehozásához.

### Gobelin
A gobelin azt a szövéstechnikát utánozza, ahol a vetülék nem merőleges a láncfonalakra, hanem azzal 45 fokos szöget zár be. Nevét a Gobelin manufaktúráról kapta. A gobelinhímzés ezt úgy utánozza, hogy a keresztszemeknek csak a felét ölti meg, mindig ugyanabban az irányban. Egyenletessége meghatározza a kép minőségét. A kép karakterét néhány szín határozza meg, de ennél több szín szerepel az átmenetekhez. Faliképekhez, ládákhoz és más dekoratív kézimunkákhoz az alapanyag rendszerint ritkán szövött, rácsszerű. Szakkereskedésekben előre összeállított csomagok kaphatók, ahol a képmotívum már elő van nyomtatva, és a szükséges fonalat is tartalmazza. Az alapanyag teljes felületét beborítják az öltések.

### Tűfestés
A képen az átmenetek úgy vannak megalkotva, mint a festményeken. Ehhez lapos öltéseket ölt egymásba, és finom árnyalatokkal árnyalja. Az öltések sűrűn helyezkednek el, irányukat a minta határozza meg. Gyakran stílusöltésekkel, oszlopöltéssel vagy csomóöltéssel kombinálja.
Alapanyagnak, fonalnak különösen alkalmas a sodratlan vagy enyhén sodrott selyem, de használható gyapjú, fonat vagy chenille is.

### Azsúr
A lazán szövött alapanyagból szálakat távolítanak el, és a felszabadult szálakat a kihúzott szálakkal vagy cérnával összehúzzák. Különféle öltésvariációkkal különböző áttörések érhetők el, amelyek csipkével kitölthetők. Nevezetes példák voltak a drezdai csipke és az ír Ayrshire-öltés.
Klasszikusan csak fehér.

### Richelieu
A Richelieu- vagy lyukhímzés a fehérhímzés máig népszerű fajtája. A peremet és a lyukak szélét slingöltéssel dolgozzák el. Ezután az alapanyag óvatosan le- vagy kivágható. A hímzésfajta Richelieu államférfiról és bíborosról kapta a nevét, aki olcsósága miatt vezette be.

### Hardanger
Speciális lyukhímzés. A norvég Hardanger régióban főként népviseleti blúzokhoz és kötényekhez használták. Alapanyaga hagyományosan len, de lehet viszkóz vagy pamut is, és kizárólag fehérre fehérrel készül. Használnak lapos öltést, keresztöltést, slingöltést és copföltést is. A motívumokban a lyukak rácsos szerkezetet alkotnak.

### Sashiko
Japán hímzésmód. Fehér vagy kék fonalat használnak; az alapanyag lehet len, pamut vagy selyem. Az öltések hosszát az alapanyag vastagsága határozza meg. Az egyszerű öltéssel geometriai mintákat hoznak létre.

### Quillmunka
A quillmunkát az észak-amerikai indiánok találták fel. A kúszósülfélék tüskéivel hímeznek, melyeket elegyengetnek és színeznek. Az alapanyag bőr vagy fakéreg. Újabban többnyire üveggyöngyöket használnak. Csak kisebb munkákhoz használják a tüskéket.

### Mallorcai hímzés
Ez a fajta kézimunka a horgoláshoz éppúgy hozzátartozik, mint a hímzéshez. Horgolótűvel csipkéket kötnek az alapanyagra. A két sor közét hímzéssel töltik ki. Akár lámpaernyőt is lehet készíteni ezzel a módszerrel.

### Visivánka
A visivánka, ukránul вишиванка, oroszul вышиванка, belaruszul вышыванка, magyarul hímzés, a keleti szláv népek hagyományos hímzésfajtája. Legjobban az ukránoknál terjedt el, ahol nemzeti kultúrkincsnek tekintik. Hasonló minták találhatók az oroszoknál és a belaruszoknál is. Ez szerepel a belarusz zászlón is. Kezdetei a kora középkorra nyúlnak vissza, amikor talizmánként használták. A minta oda csoportosul, ahol a hiedelmek szerint a gonosz szellemek behatolhattak a testbe: a nyakkivágás mentén, a vállon és a csuklónál.

## Motívumkincs
A hímzésekkel rendkívül gazdag motívumkincs hozható létre. Annak függvényében, hogy népi vagy úri hímzésről van-e szó a motívumok használata is változik.
Természetesen a kettő kölcsönösen hatott egymásra, ezért nagyjából mindkettőben felleljük majdnem ugyanazokat a motívumokat, de más arányban. Míg az úrihímzés esetében kedveltek a növényi motívumok, addig a népi hímzésben inkább geometrikus, vagy erősen stilizált motívumokat találunk, ezért sokan úgy gondolják hogy a geometrikus minták korábbiak a növényi vagy állati ornamentikánál noha sok esetben mindeniknél egyformán kimutatható a reneszánsz hatása.
Az igaz ugyan hogy az utóbbi évszázadokban megfigyelhető volt hogy bizonyos helyeken a geometrikus motívumokat növényi motívumok váltották fel, de ez inkább a polgári divat hatásával magyarázható stílusváltás és nem jelenti azt, hogy korábban ismeretlen lett volna – például a honfoglalás kori magyar díszítőművészetben – a növényi ornamentika.
A geometrikus motívumok tájegységenkénti és alkalmazási felület szerinti megoszlása is rendkívül változatos képet mutat.
Vannak vidékek, ahol a párnacsúpot túlnyomó részt geometrikus mintával díszítették és ahol szinte kizárólag növényi és állati motívumokkal. A női ingek kézelőin gyakran kizárólag geometrikus mintákat találunk. A vállfűminták között viszont régen gyakori volt az írásossal varrt növényi motívum is.
Tehát megvolt a szigorú rendje, hogy milyen motívumot mire alkalmaznak. Megfigyelhető, hogy a párnák mintáját nem használták szalmazsákokra vagy radinás kendőkre, sem fordítva, pedig ugyanazzal a technikával varrták mindeniket.
Másik jellemzője a magyar hímzésmotívumoknak a szimmetria. Ha nem szimmetrikus egy motívum akkor szembefordítva megduplázzák.
A magyar hímzésekre nem jellemző a terülődísz, vagyis a motívumok minden irányba való ismétlése.
A népi hímzésben a többi népművészeti ághoz hasonlóan több alapvető motívumot használnak. Ezek felsorolása egyúttal a motívumkincs feltételezett fejlődését is mutatja.

### Geometriai
- A geometriai alakzatok (pl. négyzet, háromszög, kör) a legegyszerűbb mintaelemek. Ezek kombinálása adja a népi hímzések jelentős részét. Sok esetben rokonságot mutatnak a takácsszőttesekkel. Főleg a szálánvarrott hímzéseknél alkalmazzák.

### Növényvilág
- „A növényi motívumok lehetnek bokorszerűen elhelyezkedő leveles virágos ágak, tulipános, gránátalmás, szegfűs, liliomos díszítmények, vagy dőlt ágú aszimmetrikus virágdísz, forgórózsa motívum, vagy egy nagy virág kisebb virágelemekkel.”[33]

### Állatvilág
- Az állatok (pl. szarvas, ló, madár, hal) ábrázolása főleg a szálszámolásos kézimunkákon lelhető fel. Nagyon gyakori az állatok, főleg madarak páros ábrázolása.

### Egyéb
- A tárgyak ábrázolása közül megemlíthető például tányér, korsó, kehely, íj, virágcserép.
- Az emberábrázolás hímzéstechnikákhoz kapcsolódik.

Az emberábrázolás a magyar népművészeti hímzésekben ritka, és nem jellemző a közel-keleti hímzésekre sem.

## Gépi hímzés

### Technikai fejlődés
St. Gallen-i svájci textilkereskedők 1751-ben Lyonban eltanulták a hímzést török asszonyoktól. Ezután Svájc északkeleti részén és 1763-ban Voralbergben is elterjedt a kézimunkának ez a formája.
1818-ban Voralberg lakossága 100 000 volt, ebből 6000-10000 volt hímző.
1828-ban Josua Heilmann Mülhausenben kézi hímzőgépet talált fel, ami egy kéthegyű tűvel haladt át az anyagon, és öltött vissza az anyag egy másik pontján.
A svájci Szent Gallenben a 19. század második felében virágzott a gépi hímzés.
1863-ban feltalálták a láncöltésgépet. Isaak Gröbli ugyanebben az évben találta fel hímzőgépét Gossau SG-ben. A gépet 1873-ban mutatta be a bécsi világkiállításon. Rövidebb tűútja és a fonal tartójának hajószerű kiképzése hatékonyabbá tette a munkát. 1880-tól Szászországban és Chemnitzben fejlesztették tovább a gépet.
A 20. század elején német és svájci bevándorlók magukkal vitték hímzőgépeiket New Jerseybe, és itt is meghonosították a gépi hímzőipart.
Az elektromotor, a pantográf és a lyukkártyavezérlés lehetővé tette a hímzőgépek automatizálását.
Ma már grafikus képek alapján digitálisan vezérelhető színes képek, feliratok, logók hímzése. A hímzőszoftverekben különböző kitöltésekkel lehet textúrát adni a hímzés tervezése során. Újabb gépek lehetővé teszik, hogy a felhasználó szabad mozgású hímzést hozzon létre.

### Hímzett textíliák
Egyesületek, cégek, válogatottak öltözékének logózását gyakran digitális hímzéssel végzik. Ezzel együtt lehetőség van a holmik személyessé tételére, például név felvarrására. De díszítenek még háztartási textíliákat, függönyöket, díszítő textíliákat a hagyományos kézi hímzésre jellemző kidolgozottsággal.
A gépi hímzéshez külön szaktudásra van szükség. Nem minden öltés egyforma, és a képeket elő kell készíteni hímzés céljára. A hímzés a textildíszítés legtartósabb és legértékesebb formája. A hímzett pólók különösen igényesnek hatnak; erre a nehezebb anyagok a legalkalmasabbak. Különösen logókkal, egyesületi címerekkel és névvel hímezhetők jól pólók.
Már a grafikus feldolgozás lehetősége előtt (legkésőbb 1970) elterjedt a különböző jelzések felvarratása, például egyenruhákra, vöröskeresztes kabátokra és köpenyekre, versenyzők sapkájára és ruhájára. Ezt eleinte címke felvarrásával vagy felragasztásával oldották meg. Azóta egyre inkább elterjedt a ruhák anyagának közvetlen díszítése, azonban ez gondot jelent a széltől vagy a víztől védő ruhadarabok esetén. Ezeknél a hímzés visszáját leragasztják, hogy továbbra is biztosítsák a védelmet.
A hímzett minták tartósabbak, kopásállóbbak és a mosás is lassabban teszi őket tönkre, mint a nyomtatott mintákat. A gépi hímzés rayont és műszálat használ, mivel a gyapotszál túl törékeny.
Bécsben 2005-től szuvenír motívumokkal díszítenek márkás darabok jelentek meg, melyek Vorarlbergben készültek:

- 2005 – Edelweiß
- 2008 – Enzian
- 2016 – Dirndl
- 2018 – Steirerhut

## A hímzés és más szakmák, mesterségek kapcsolata
A hímzést, mint alapvetően varrásos díszítményt, a civilizáció fejlődése során több szakma is használta.

### Szűcshímzés
Az egyik legjellemzőbb és igen elterjedt használói voltak a szűrök hímzésénél a szűcsök, s így külön nevesítve is lett a szakmában szűcshímzés néven.

### Rátét vagy applikáció
Szorosabb értelemben nem tekinthető hímzésnek. Az idesorolás indoka, hogy egyrészt ránézésre hasonlít a hímzéshez, másrészt a díszesebb kivitelezés céljából gyakran alkalmaznak hímzőöltéseket is a rátét munkák felerősítésénél, harmadrészt – régebben nagyon ritkán – kész hímzést is rátétnek alkalmaznak. A gépi hímzés elterjedésével főleg ruhadarabokon alkalmaznak rátétként kész hímzéseket.

### Gyöngyhímzés
A gyöngyhímzés szigorú értelemben véve nem sorolható egyik öltésmódhoz sem. Jellemzően laposöltéssel vagy annak valamely kombinációjával erősítik fel a gyöngyszemeket az alapanyagra. Előfordul, hogy hosszabb mintasort úgy készítenek el, hogy előre felfűzött gyöngysorokat öltögetnek le az alapanyagra rajzolt mintára. Ez hasonlít a rátéttechnikához vagy az arany-ezüstszálak leöltögetéséhez, ami az úrihímzésben kedvelt hímzési mód.

### Selyemhímzés
A selyem mind alapanyag, mind pedig hímzőfonálként olyan speciális, finom munkát jelentett, hogy valamikor elkülönült szakma volt mind a hímzésen, mind pedig a varráson belül.

## Magyar tájegységek népi hímzései
A magyar tájegységek hímzéseit a teljesség igénye nélkül felsorolásszerűen ismertetjük ábécérendben. A magyar tájegységekbe beleértjük a jelenleg is, valamint a trianoni békeszerződés előtt is magyarországinak tekintett, magyarok által lakott tájegységeket.
- Beregi hímzés
- Buzsáki hímzés
- Drávaszögi hímzés
- Hódmezővásárhelyi hímzés
- Höveji hímzés
- Furtai hímzés
- Kalocsai hímzés
- Kalotaszegi varrottasok
- Kunsági hímzés
- Matyó hímzés
- Mezőségi hímzés
- Palóc hímzés
- Rábaközi hímzés
- Sárközi hímzés
- Sióagárdi hímzés
- Tiszavidéki hímzés
- Torockói hímzés
- Turai hímzés

A fent felsorolt tájegységek között vannak, amik csak egy bizonyos öltéstechnikáról ismertek (pl.: Árapataki keresztszemes, Gyimesi fonákján varrott), de van ahol nagyon gazdag hímzéskultúra a jellemző. Kalotaszegen például az írásos nem minden faluban volt elterjedt. De általánosan alkalmazzák a vagdalásos technikát, a keresztszemest, a darázsolást, a laposöltést stb..

## Magyarországon ismert külföldi eredetű vagy elnevezésű hímzések
- Hardanger – Skandinávia
- Távol-keleti hímzés (japán, kínai, koreai) – Tűfestés vagy selyemhímzés
- Richelieu-hímzés – kalocsai hímzés csipkeszerű változata

## Érdekességek
- A hímzett darabok hátoldalát magyarul még visszájának, fonáknak illetve bal oldalnak is nevezik.
- A hímzéseket mindig a bal oldalukon (visszáján) érdemes vasalni gőzöléses eljárással.
- A görög mitológiában Athéné a szövés mellett a hímzést is megtanította az embereknek.[39]

## Galéria

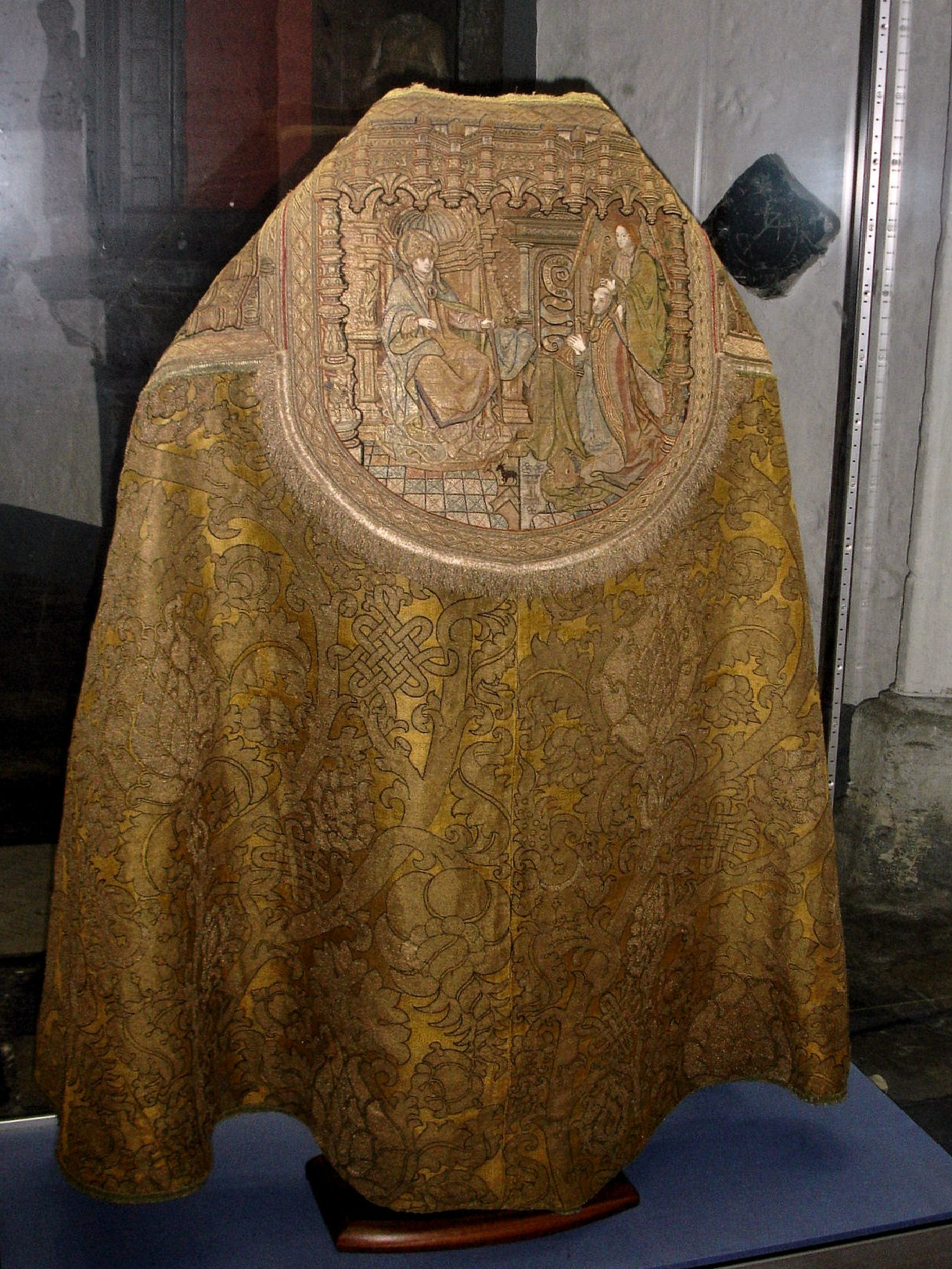
15. századi hímzett palást, Gent, Belgium
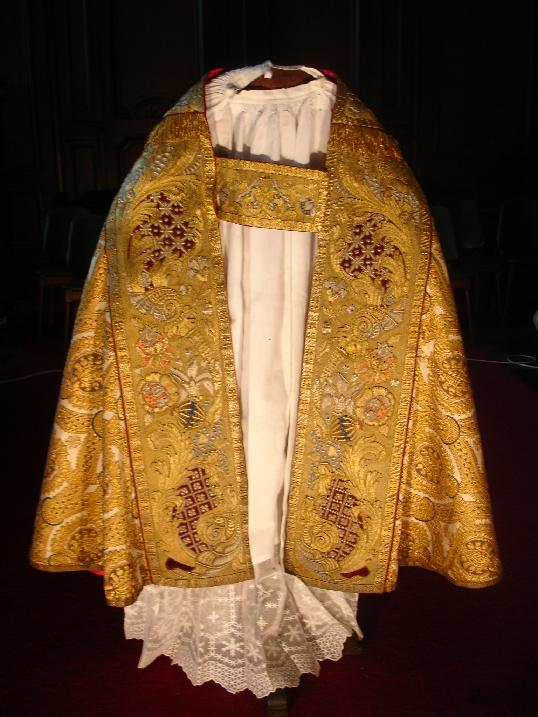
Aranyhímzéses palást, 18. század
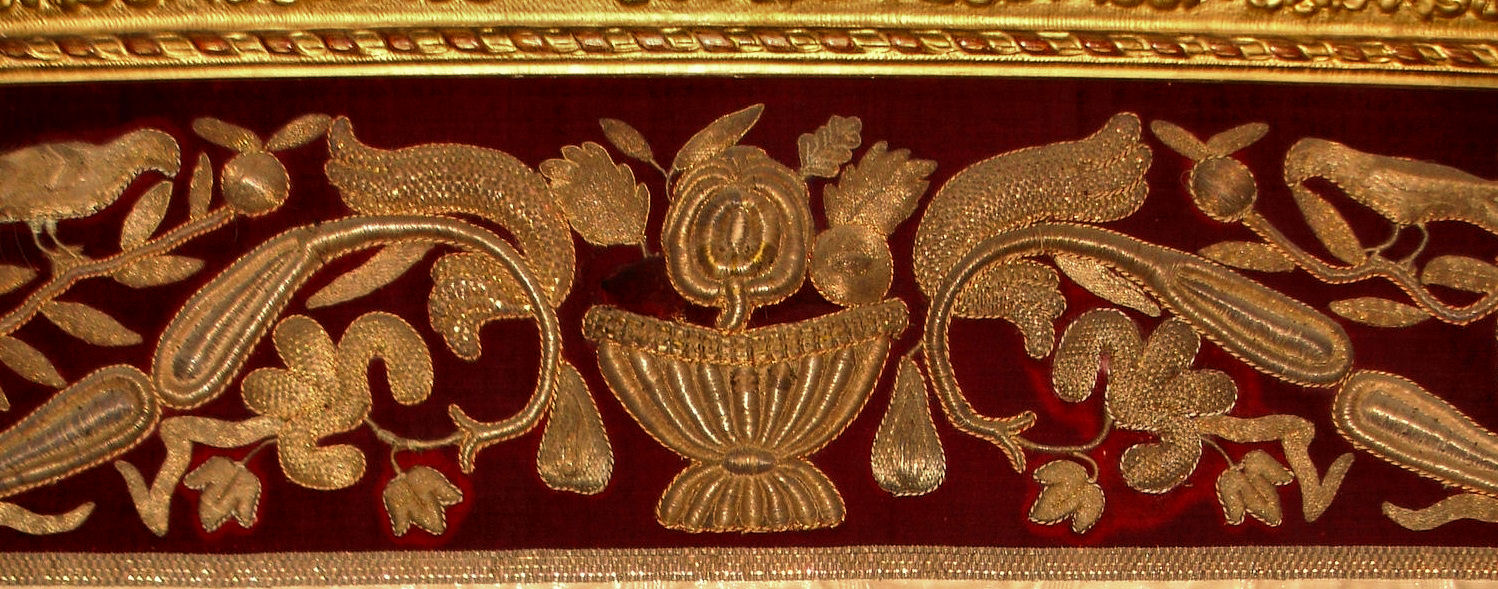
Hímzés, 1660 körül, Flandria
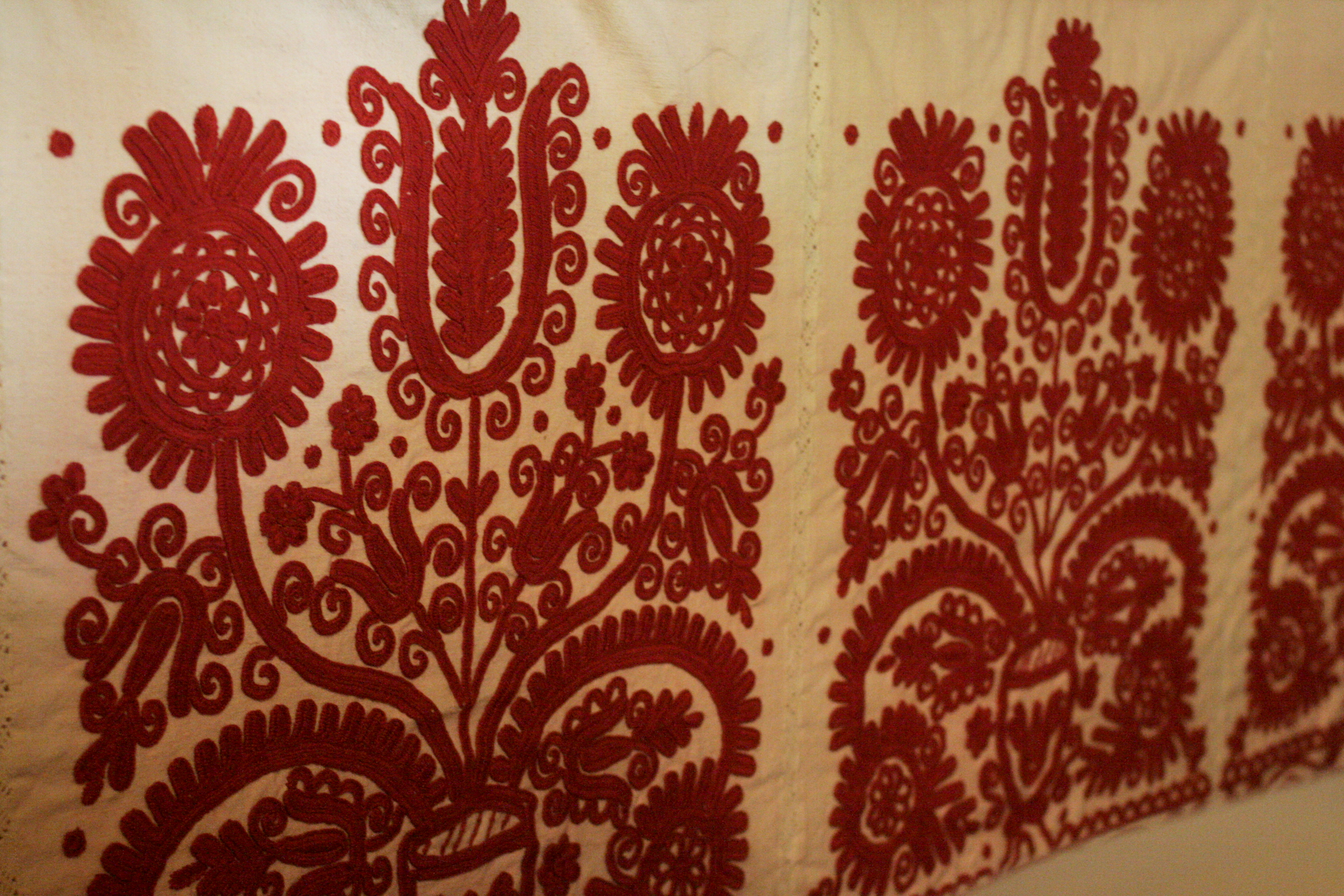
Kalotaszegi írásossal hímzett lepedő növényi motívumokkal
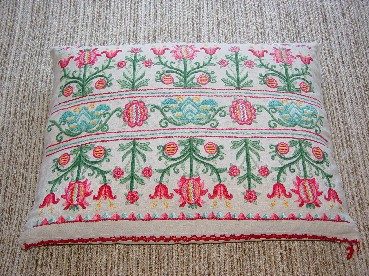
Erdélyi díszpárna
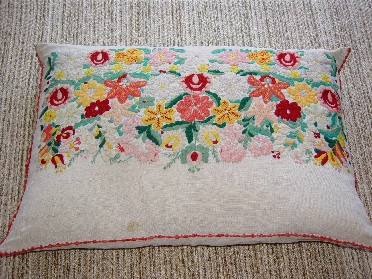
Hímzett erdélyi párna
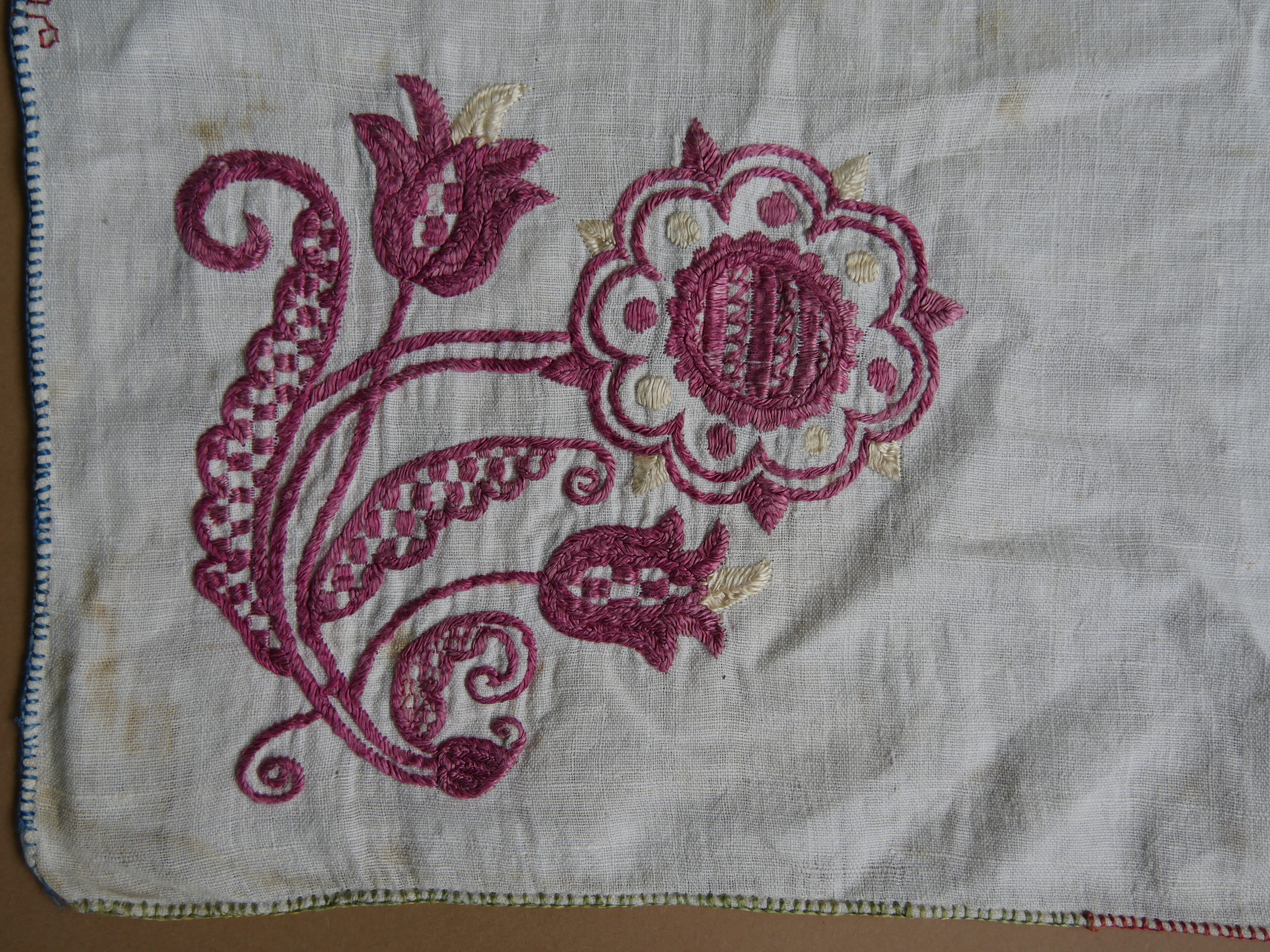
19. századi úri hímzéses terítő sarokdísze
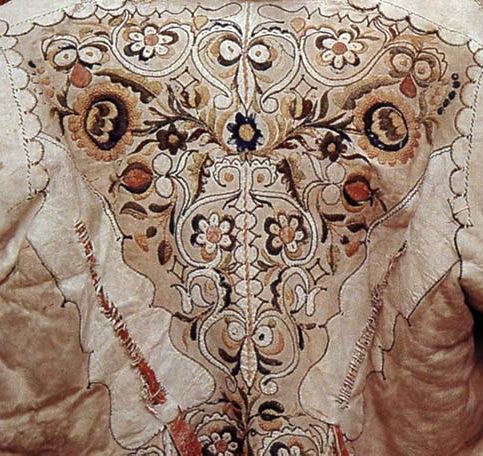
Szűcs(bőr)hímzés
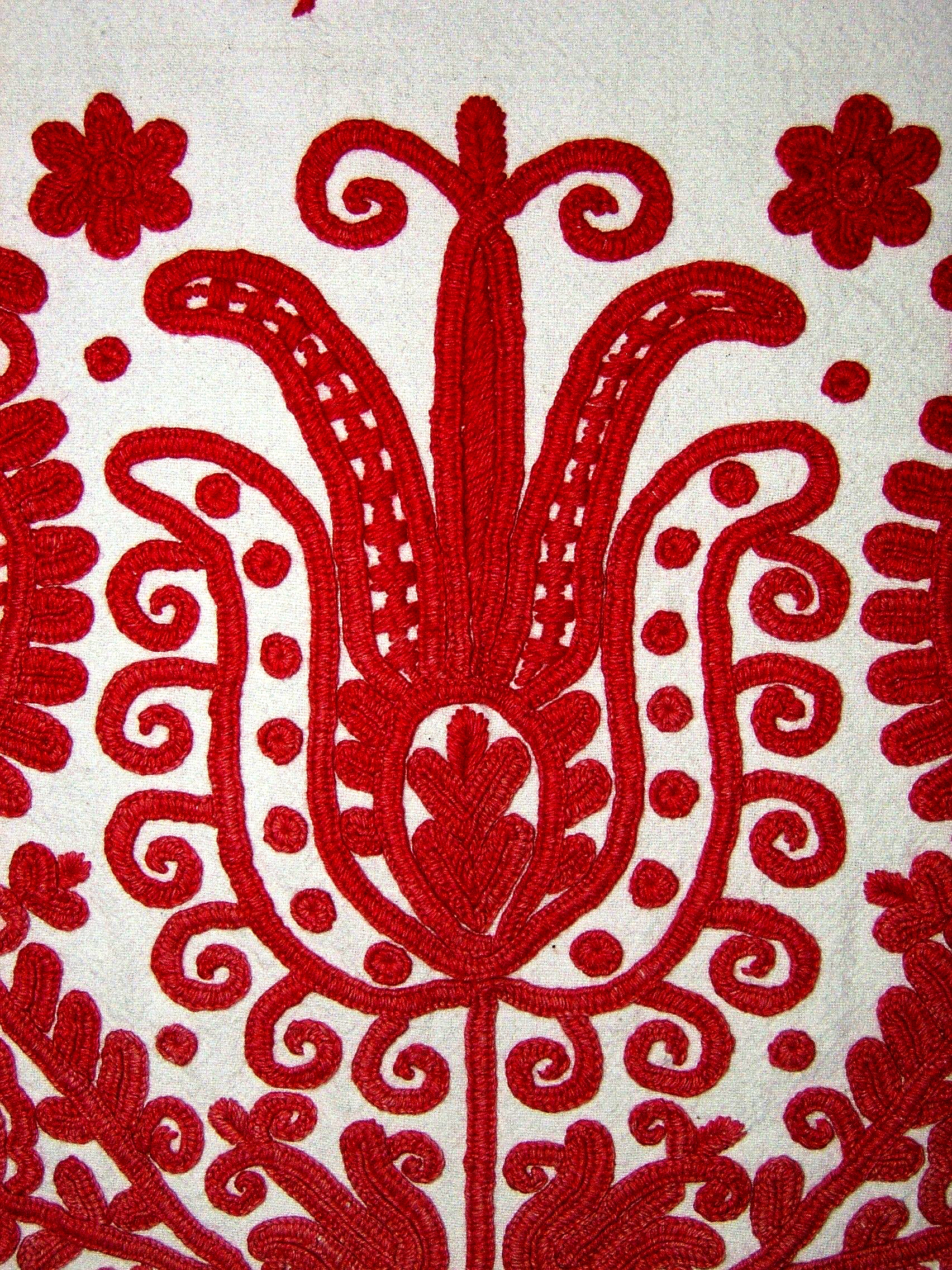
Kalotaszegi nagyírásos
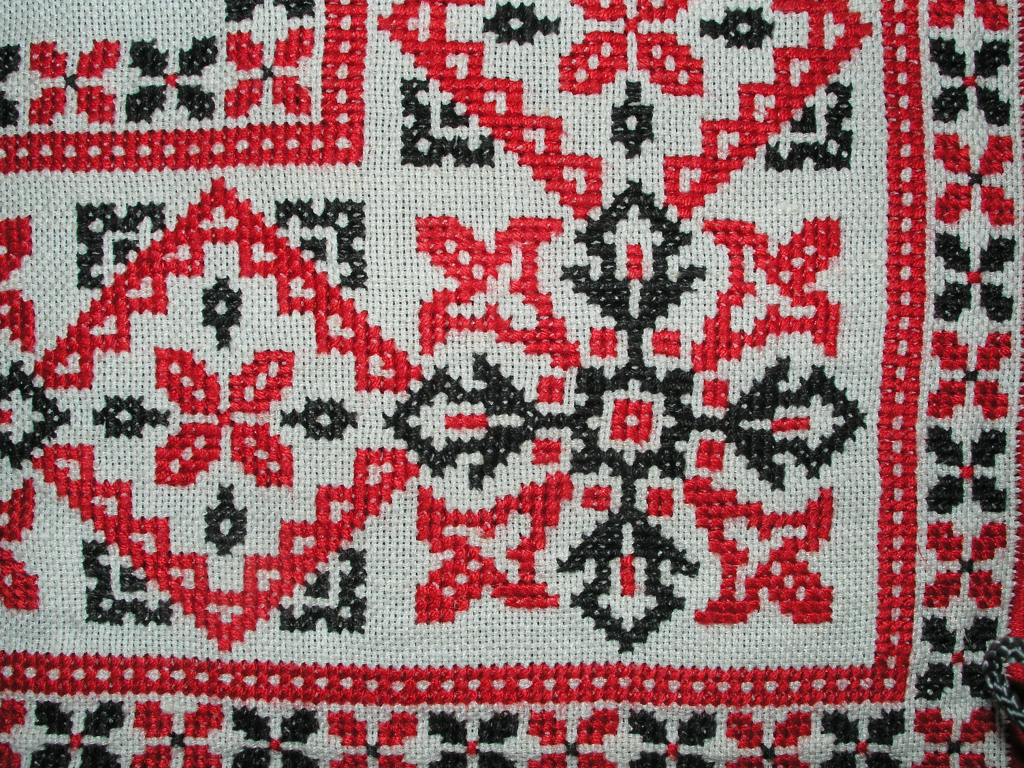
Keresztszemes hímzés, Magyarország, 20. század közepe
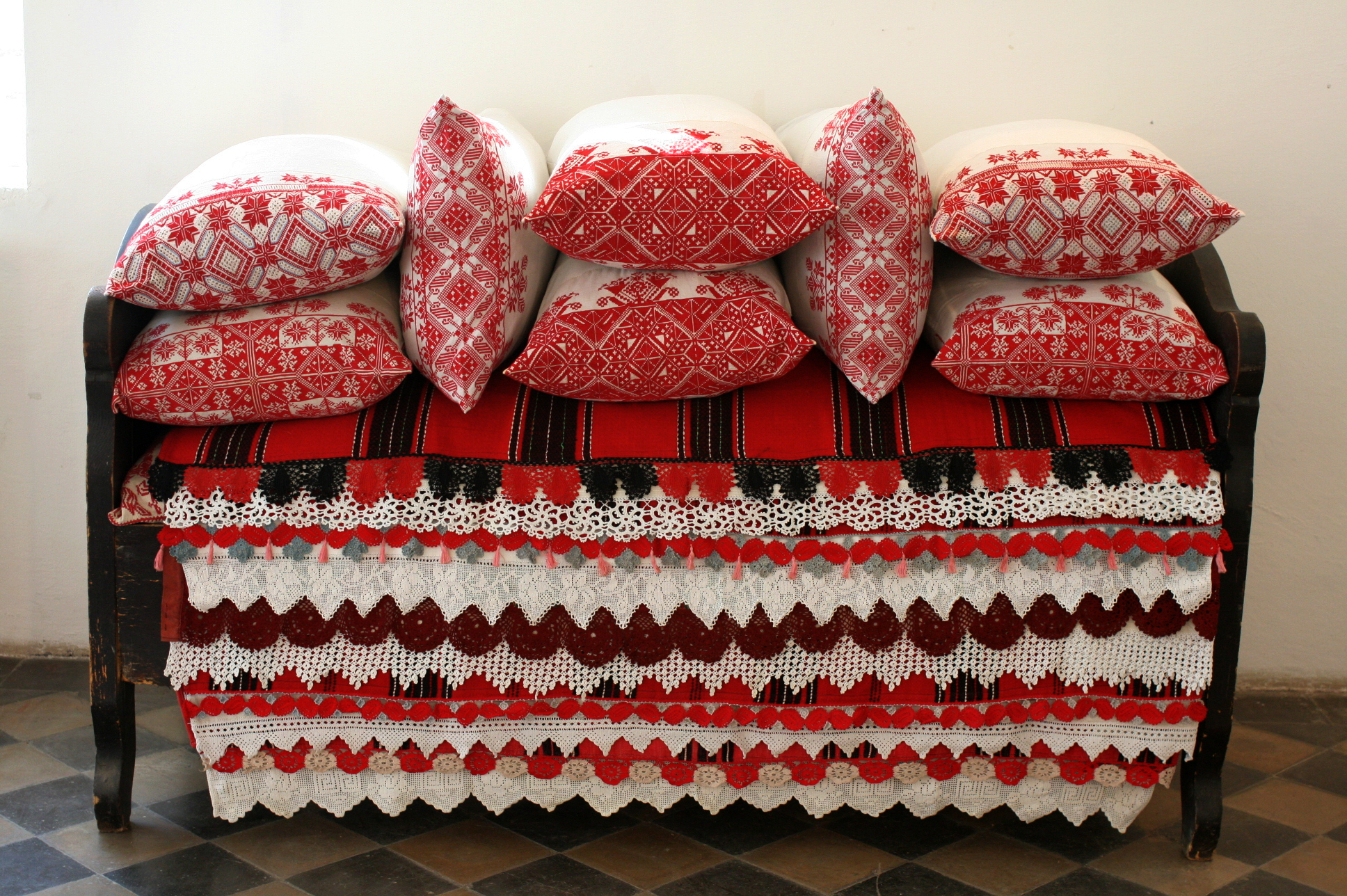
20. század eleji árapataki vetettágy hímzett párnákkal
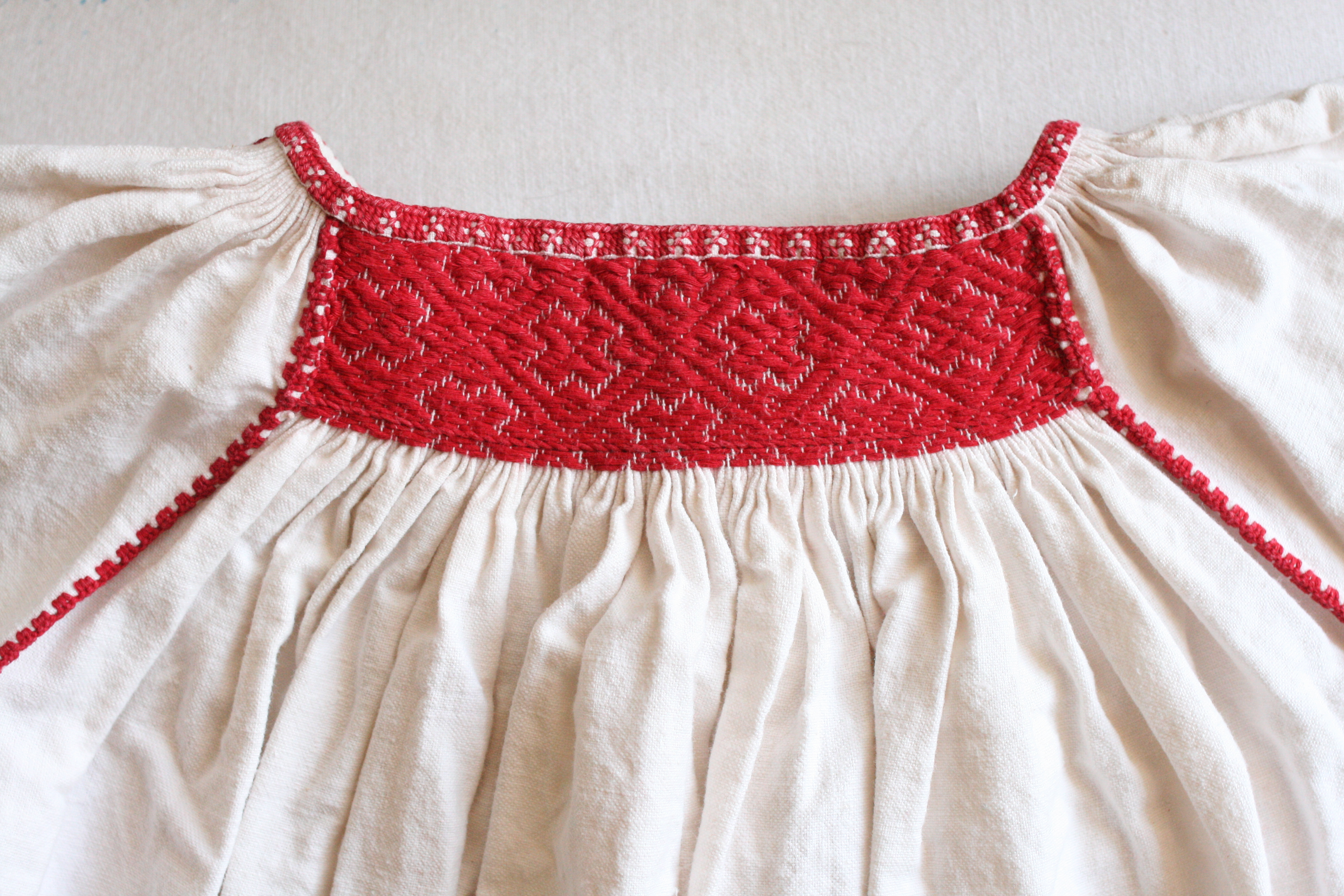
Az erdélyi népviseletek erős reneszánsz hatást mutatnak, mint ez a barcasági csángó leánying hímzése is.

## Fordítás
- Ez a szócikk részben vagy egészben  a   Sticken című német Wikipédia-szócikk fordításán alapul.  Az eredeti cikk szerkesztőit annak laptörténete sorolja fel. Ez a jelzés csupán a megfogalmazás eredetét és a szerzői jogokat jelzi, nem szolgál a cikkben szereplő információk forrásmegjelöléseként.
- Ez a szócikk részben vagy egészben  az   Embroidery című angol Wikipédia-szócikk fordításán alapul.  Az eredeti cikk szerkesztőit annak laptörténete sorolja fel. Ez a jelzés csupán a megfogalmazás eredetét és a szerzői jogokat jelzi, nem szolgál a cikkben szereplő információk forrásmegjelöléseként.